# الکساندراوکا، گریتر پولاند ویوودشیپ
الکساندراوکا، گریتر پولاند ویوودشیپ (به لاتین: Aleksandrówka, Greater Poland Voivodeship) یک منطقهٔ مسکونی در لهستان است که در Gmina Koło واقع شده‌است.

## خصوصیات
الکساندراوکا ۵۰ نفر جمعیت دارد.